# Liste der Grazer Aussichtswarten
Die Liste der Grazer Aussichtswarten umfasst sämtliche bestehende und ehemalige Aussichtswarten auf gegenwärtigem Grazer Stadtgebiet.

## Legende
Die Liste ist folgendermaßen aufgebaut:
- Name: Die Namen sind alphabetisch geordnet.
- Standort / Koordinaten: Angabe der Gasse und der Standortkoordinaten, sofern bekannt.
- Bestandszeit: Angegeben ist der Bestandszeitraum des Bauwerks.
- Kurzbeschreibung: Hier werden historische und architektonische Besonderheiten erwähnt, die für die jeweilige Aussichtswarte von Bedeutung sind.
- Bild: In dieser Spalte befindet sich ein Bild mit einer historischen Ansicht oder einer modernen Aufnahme des jeweiligen Tores, sofern vorhanden.

## Liste der Grazer Aussichtswarten
| Name                         | Standort / Koordinaten | Bestandszeit                                  | Kurzbeschreibung | Bild |
| ---------------------------- | ---------------------- | --------------------------------------------- | --- | ---- |
| Fürstenstand                 | Plabutsch ⊙            | 1839–1852 (Holzwarte), seit 1852 (Steinwarte) | Die Errichtung des Fürstenstandes auf dem Plabutsch geht auf einen Besuch Kaiser Franz I. zurück. Zuerst war der Stand aus Holz, später aus Stein gebaut. Die in ungewöhnlicher Schneckenform erbaute Warte diente im Zweiten Weltkrieg als Flak-Turm. |      |
| Goldhannwarte                | Frauenkogel ⊙          | 1892–1908                                     | Weil der Frauenkogel touristisch schlecht erschlossen war, beschloss der Literat Franz Goldhann, nach dem die Warte benannt wurde, eine solche errichten zu lassen. 1908, nur wenige Jahre nach seiner Eröffnung im Jahr 1892 wurde der hölzerne Aussichtsturm vom Blitz getroffen und zerstört. Der Wiederaufbau erfolgte wegen des Ersten Weltkrieges nicht mehr.                                                           |      |
| Hilmwarte                    | Leechwald ⊙            | seit 1887                                     | Die Hilmwarte im Grazer Leechwald steht in ihrer gegenwärtigen Form seit 1887. Sie ist die Nachfolgerin einer Holzwarte aus 1857. Im Zweiten Weltkrieg wurde der Turm als Standort für Brandwachen zweckentfremdet, seit 1984/85 dient die Hilmwarte als Wetterradar-Forschungsstation. Neben der Warte steht das Turmwärterhaus. Der öffentliche Zugang ist nicht möglich.                                                   |      |
| Kernstockwarte               | Hubertushöhe ⊙         | seit 1928/29                                  | Die Kernstockwarte ist eine niedrige Aussichtsplattform auf der Hubertushöhe, einem Teil des Plabutsch. Sie ist nach dem Dichter Ottokar Kernstock benannt. Die Plattform des aus Bruchsteinen gefertigten und innen hohlen Rundbaus ist über eine gewundene Außentreppe mit Eisengeländer erreichbar. Während des Zweiten Weltkriegs diente der Hohlraum, der über eine Leiter zugänglich ist, als Abhörstation.             |      |
| Kronprinz-Rudolf-Warte       | Buchkogel ⊙            | seit 1879                                     | Im Jahre 1879 wurde die Warte zu Ehren von Kronprinz Rudolf, Sohn von Kaiser Franz Joseph I., auf dem Buchkogel errichtet. Der Sockel des Aussichtsturms ist aus Bruchsteinen gemauert und hat an drei Seiten Torbögen, die den Zugang zur Warte ermöglichen. Zu der runde Aussichtsplattform an der Spitze der Warte führt eine Wendeltreppe aus Eisen.                                                                      |      |
| Reinerkogelwarte             | Reinerkogel ⊙          | 1873–1957                                     | Der 1873 eröffnete Holzturm fiel einem Vandalenakt zum Opfer. Neben der wieder errichteten Warte entstand ein reger Restaurantbetrieb für Ausflugsgäste aus der Stadt. Eng verbunden mit der Warte ist die Entstehung der heute noch bestehenden Jakobsleiter. Über diese Stiegenanlage mit 150 Stufen an der Westseite des Reinerkogels konnte die Warte direkt erreicht werden. 1957 wurde die Reinerkogelwarte abgetragen. |      |
| Roseggerwarte                | Ruckerlberg ⊙          | seit 19. Jahrhundert                          | Die Warte, benannt nach dem steirischen Dichter Peter Rosegger ist ein im 19. Jahrhundert errichteter turmartiger Erker einer Gründerzeitvilla am Ruckerlberg. Sie ist nicht öffentlich zugänglich. |      |
| Stephanienwarte              | Platte ⊙               | seit 1880                                     | Nach der Grundsteinlegung im Juli fand am 19. September 1880 die Eröffnung der Stephanienwarte statt. In den 1950er Jahren sorgte ein Turmaufseher für Ordnung. 1968 erfolgte eine Renovierung und nach wechselnden Besitzern und Funktionen befindet sich die Warte gegenwärtig im Besitz des Österreichischen Alpenvereins, der sie wieder öffentlich zugänglich machte.                                                    |      |
| Aussichtsplattform Westblick | Buchkogel ⊙            | seit 2010                                     | Die Aussichtsplattform „Westblick“ oder „Schau-West“ besteht aus einer pfeilförmigen Holzkonstruktion mit einer Zugangsbrücke und einer dreieckigen Aussichtskanzel samt Metallgeländer. Die 2010 eröffnete Plattform am Westhang des Buchkogels wird von fünf Stützenpaaren getragen und ist ebenerdig zugänglich. |      |